# Alexis Claude Clairaut
Alexis Claude Clairaut ali Clairault [aleksí klód kleró], francoski matematik in astronom, * 7. maj 1713, Pariz, Francija, † 17. maj 1765, Pariz.

## Življenje in delo
Njegov oče Jean-Baptiste Clairaut je v Parizu poučeval matematiko in so ga izbrali za člana Berlinske akademije. Alexisova mati Catherine Petit je rodila dvajset otrok, otroštvo pa je preživel le Alexis. Alexisa je učil doma oče. Že zelo zgodaj je bral Evklidove Elemente, z devetimi leti pa je obvladal veliko področij iz algebre in geometrije.
Clairaut je znan po razpravah o obliki Zemlje, gibanju Lune in Halleyjevega kometa. Svoje prvo znanstveno delo o lastnostih štirih krivulj, ki jih je sam odkril, je napisal v 13. letu starosti leta 1726. Šestnajstleten je končal razpravo Recherches sur les courbes a double courbure in jo objavil leta 1731. S to razpravo je z 18. leti postal član Francoske akademije znanosti (Académie des sciences), čeprav je bil še premlad.
Leta 1736 je sodeloval v Maupertuisovi odpravi na Laponsko na polarni krog, ki se je namenila izmeriti dolžino poldnevniškega loka. Pri vrnitvi je leta 1743 objavil svojo razpravo Théorie de la figure de la terre. V tem delu je postavil Clairautov izrek, ki povezuje gravitacijo v točkah na površini vrtečega se elipsoida s tlakom in centrifugalno silo na ekvatorju.
Bil je v sporu z d'Alembertom zaradi d'Alembertove ljubosumnosti njegovega pisanja o Halleyjevem kometu.
Spretno je našel približno rešitev problema treh teles. Leta 1750 je prejel nagrado sanktpeterburgške akademije za svojo razpravo Théorie de la lune.
Leta 1757 je ponovil Halleyjeve račune tira kometa in pri tem upošteval tudi vplive drugih planetov. Uporabil je matematične postopke, ki jih je 8 let prej izpopolnjeval prav z namenom, da bi se lahko spopadel z nekaterimi astronomskimi problemi. Pri tem sta mu pomagala de Lalande in Lepauteva. Leta 1759 je izračunal prisončje kometa. Našel je enojne rešitve diferencialnih enačb 1. reda, 2. reda in višjih redov.

## Priznanja

### Poimenovanja
Po njem se imenuje krater Clairaut na Luni.